# Súper 6 Sprint Series 2023
El Súper 6 Sprint Series 2023 fue la segunda edición del torneo profesional de rugby de Escocia.

## Desarrollo
| Pos. | Equipo             | Encuentros | Encuentros | Encuentros | Encuentros | Tantos | Tantos | Tantos | PB | PB | Puntos |
| Pos. | Equipo             | PJ         | PG         | PE         | PP         | F      | C      | Dif    | BO | BD | Puntos |
| ---- | ------------------ | ---------- | ---------- | ---------- | ---------- | ------ | ------ | ------ | -- | -- | ------ |
| 1.º  | Ayrshire Bulls     | 6          | 4          | 1          | 1          | 204    | 128    | +76    | 5  | 0  | 23     |
| 2.º  | Heriot's Rugby     | 6          | 3          | 2          | 1          | 168    | 155    | +13    | 5  | 0  | 21     |
| 3.º  | Watsonians         | 6          | 3          | 1          | 2          | 186    | 193    | -7     | 5  | 0  | 19     |
| 4.º  | Stirling County    | 6          | 3          | 0          | 3          | 162    | 145    | +17    | 4  | 1  | 17     |
| 5.º  | Edinburgh Rugby A  | 3          | 3          | 0          | 0          | 116    | 57     | +59    | 3  | 0  | 15     |
| 6.º  | Boroughmuir Bears  | 6          | 2          | 0          | 4          | 136    | 185    | -49    | 3  | 1  | 12     |
| 7.º  | Glasgow Warriors A | 3          | 1          | 0          | 2          | 97     | 74     | +23    | 2  | 1  | 7      |
| 8.º  | Southern Knights   | 6          | 0          | 0          | 6          | 107    | 239    | -132   | 1  | 0  | 1      |

|  | Finalistas |

#### Final
| 26 de mayo de 2023 | Ayrshire Bulls | 19 - 15 | Heriot's Rugby |  |  |

### Campeón
| Bandera de Escocia     |
| Campeón Ayrshire Bulls |
| Primer título          |